# 格雷迪 (新墨西哥州)
格雷迪（英語：Grady）是位於美國新墨西哥州柯里縣的村。

## 人口
根據2020年美國人口普查的數據，格雷迪的面積為0.69平方千米，皆為陸地。當地共有人口86人，而人口密度為每平方千米125人。